# Adesmia prostrata
Adesmia prostrata är en ärtväxtart som beskrevs av Dominique Clos. Adesmia prostrata ingår i släktet Adesmia och familjen ärtväxter.

## Underarter
Arten delas in i följande underarter:
- A. p. eglandulosa
- A. p. prostrata